# Kofferdamm (Bergung)
Als Kofferdamm wird eine wasserdichte, einem Schacht ähnliche Konstruktion bezeichnet, die zum Bergen von in geringer Tiefe liegenden gesunkenen Schiffen dient. Dieser Schacht ragt aufgesetzt auf eine Luke oder ähnliche Öffnung eines gesunkenen Wasserfahrzeuges über die Wasseroberfläche hinaus, so dass der Havarist, nachdem er abgedichtet wurde, gelenzt und somit gehoben werden kann.